# George Stubbs
George Stubbs (født 25. august 1724 i Liverpool, død 10 juli 1806 i London) var en engelsk maler og raderer.
Stubbs lærte sig væsentlig selv at male efter kopier, udførte portrætter og lagde sig indgående, da han kom til York, efter anatomi, samtidig med at han uddannede sig som kobberstikker til illustrering af et anatomisk værk. Efter en rejse til Italien fra 1754 samlede han sig hjemme om et større værk, der dog først udkom 1766: Anatomy of the Horse, et illustrationsværk, der blev grundlæggende for studiet af hestens plastiske anatomi og også viste Stubbs' sikre kunstneriske stade som tegner og stikker. Ved siden heraf malede han udmærkede hesteportrætter, der efter sigende indbragte ham dobbelt så meget, som dameportrætter i samme størrelse indbragte Joshua Reynolds. 1780 blev Stubbs medlem ved Royal Academy of Arts.